# Кујешд (Бихор)
Кујешд (рум. Cuieșd) насеље је у Румунији у округу Бихор у општини Брустури. Oпштина се налази на надморској висини од 179 m.

## Становништво
Према подацима из 2002. године у насељу је живело 519 становника.

### Попис2002.
| Расподела становништва по националности 2002.‍ | Расподела становништва по националности 2002.‍ | Расподела становништва по националности 2002.‍ | Расподела становништва по националности 2002.‍ | Расподела становништва по националности 2002.‍ |
| --------------------------------------------- | --------------------------------------------- | --------------------------------------------- | --------------------------------------------- | --------------------------------------------- |
|                                               |                                               |                                               |                                               |                                               |
| Румуни                                        | Румуни                                        |                                               | 432                                           | 83,6%                                         |
| Роми                                          | Роми                                          |                                               | 63                                            | 12,2%                                         |
| Словаци                                       | Словаци                                       |                                               | 22                                            | 4,3%                                          |